# Territory (Fernsehserie)
Territory ist eine australische sechsteilige Neo-Western-Dramaserie aus dem Jahr 2024 über eine riesige Rinderzuchtfarm, um die ein Machtkampf entbrennt. Anna Torv ist in einer Hauptrolle zu sehen.

## Handlung
Die Lawson Familie betreibt in Australien mit der Marianne Station die größte Rinderzuchtstation der Welt. Nachdem mit Daniel der jüngste Sohn verstirbt, fehlt ein klarer Erbe, der die Nachfolge antritt. Daraufhin bricht ein Machtkampf um die Führung der Farm aus, der die Zukunft des Familienanwesens gefährdet. Rivalisierende Fraktionen von Viehzüchtern, Aborigines und Bergbaumagnaten sehen ihre Chance, die Kontrolle zu übernehmen und damit die Lawson-Dynastie zu zerstören. Zudem drohen Generationenkonflikte, die Familie Lawson auseinanderzureißen.

## Besetzung und Synchronisation
Die deutschsprachige Synchronisation entstand durch die FFS Film- & Fernseh-Synchron nach den Dialogbüchern von Philip Rohrbeck und unter der Dialogregie von Ulrike Heiland.
| Rolle           | Darsteller         | Episoden | Synchronsprecher   |
| --------------- | ------------------ | -------- | ------------------ |
| Emily Lawson    | Anna Torv          | 1–6      | Katharina Spiering |
| Colin Lawson    | Robert Taylor      | 1–6      | Erich Räuker       |
| Campbell Miller | Jay Ryan           | 1–6      | Alexander Doering  |
| Graham Lawson   | Michael Dorman     | 1–6      | Fabian Oscar Wien  |
| Marshall Lawson | Sam Corlett        | 1–6      | Amadeus Strobl     |
| Sandra Kirby    | Sara Wiseman       | 1–6      | Katrin Zimmermann  |
| Keeley Redford  | Tuuli Narkle       | 1–6      | Anne Düe           |
| Hank Hodge      | Dan Wyllie         | 1–6      | Romanus Fuhrmann   |
| Nolan Brannock  | Clarence Ryan      | 1–6      | Bernd Egger        |
| Susie Lawson    | Philippa Northeast | 1–6      | Magdalena Höfner   |
| Lachie Kirby    | Joe Klocek         | 1–6      | Fabian Kluckert    |
| Sharnie Kennedy | Kylah Day          | 1–6      | Leni Lessmann      |
| Rich Petrakis   | Sam Delich         | 1–6      | Jeremias Koschorz  |
| Onkel Bryce     | Hamilton Morris    | 1–6      | Rainer Gerlach     |
| Daniel Lawson   | Jake Ryan          | 1–6      | Kevin Kraus        |

## Produktion und Ausstrahlung
Timothy Lee und Ben Davies hatten die Idee zur Serie. Davies agiert zudem als Executive Producer neben Rob Gibson und Ian Collie. Produzent ist Paul Ranford. Es wurde gemeinsam von den Produktionsfirmen Easy Tiger Productions Pty Ltd und Ronde Ltd produziert. Die Regie übernahm Greg McLean. Als Drehbuchautoren schrieben Timothy Lee, Kodie Bedford, Steven McGregor und Michaeley O’Brien die Episoden. Die Musik stammt aus der Feder von Johnny Klimek und Gabriel Isaac Mounsey. Für das Szenenbild war Matthew Putland und für die Kostüme Mariot Kerr verantwortlich.
Der ursprüngliche Serientitel war Desert King und wurde drei Monate vor Veröffentlichung unbenannt. Die Serie ist die größte Netflix-Serie, die jemals in South Australia gedreht wurde. Sie wurde von der South Australian Film Corporation (SAFC) unterstützt. Es waren 236 Südaustralier als Crew vor Ort und in der Postproduktion beschäftigt.
Gedreht wurde 2023 unter anderem, mit besonderer Genehmigung der traditionellen Ureinwohner, im Kakadu-Nationalpark, der zum UNESCO-Weltkulturerbe gehört und auf der Tipperary Station, einer echten Rinderfarm mit Flugplatz. Außerdem auch im Northern Territory mit Genehmigung der dortigen Regierung.
Am 24. Oktober 2024 wurde die sechsteilige Serie bei Netflix veröffentlicht.

## Rezeption
Reinhard Prahl beschreibt in einer Review zur ersten Episode für Serienjunkies.de eine unterhaltsame Pilotfolge. Die Mischung aus Drama, Neo-Western und Seifenoper funktioniere gut. Ein Kritikpunkt ist das etwas zu langgezogene Erzähltempo. Es wird Drama, Spannung, einen Hauch Action und reichlich Konfliktpotential geboten. Dazu greift das Cast-Ensemble gut ineinander.
Bei taz.de schreibt Thomas Klein, dass die Ränkespiele manchmal etwas zu bemüht und konstruiert wirken. Aber man hat an den Serienfiguren seine Freude.
Daniel Fienberg schreibt für die Fachzeitschrift The Hollywood Reporter, dass er die Miniserie für unverwechselbar halte und insbesondere in seinen Versuchen, die indigene Perspektive in die Geschichte mit einzubringen, im Vergleich zu Yellowstone besser abschneide.
Marcus Kirzynowski schreibt für wunschliste.de, dass sich die bisher aufwendigste australische Netflix-Produktion zu Recht als Neo-Western bezeichnen kann. Ben Davies und Timothy Lee haben sich mit dem Northern Territory einen ungewöhnlichen Schauplatz ausgesucht. Kameramann Simon Duggan liefert faszinierende Landschaftsaufnahmen. Die Handlung fällt dagegen konventionell aus. Auch Kirzynowski hebt als Pluspunkt der Serie hervor, dass die Perspektive der Ureinwohner eine wichtige Rolle erhält.
Für Quotenmeter.de schreibt Oliver Alexander, dass Territory von Beginn an einem australischen Epos gleichkommt und in sechs Episoden eine Familiensaga geschaffen wurde. Weiter wird die Serie als eine Mischung aus Yellowstone und einer düsteren Shakespeare-Adaption beschrieben. Auch hier werden die Landschaftsaufnahmen positiv bewertet, sodass sie nicht nur als Hintergrund dienen, sondern zu einem Mitspieler werden. Dazu geben die Darsteller der Landschaft mit ihren Rollen die lebendige und zerbrechliche Seele. Die Drehbücher schaffen es, die klassischen Themen authentisch zu integrieren, und so zeigt die Serie eine wahrhaftig vielschichtige Realität. Als Fazit heißt es, dass die Serie ein Drama ist, das unaufhörlich Fahrt aufnimmt und die Zuschauer fesselt.